# Leonard Baskin

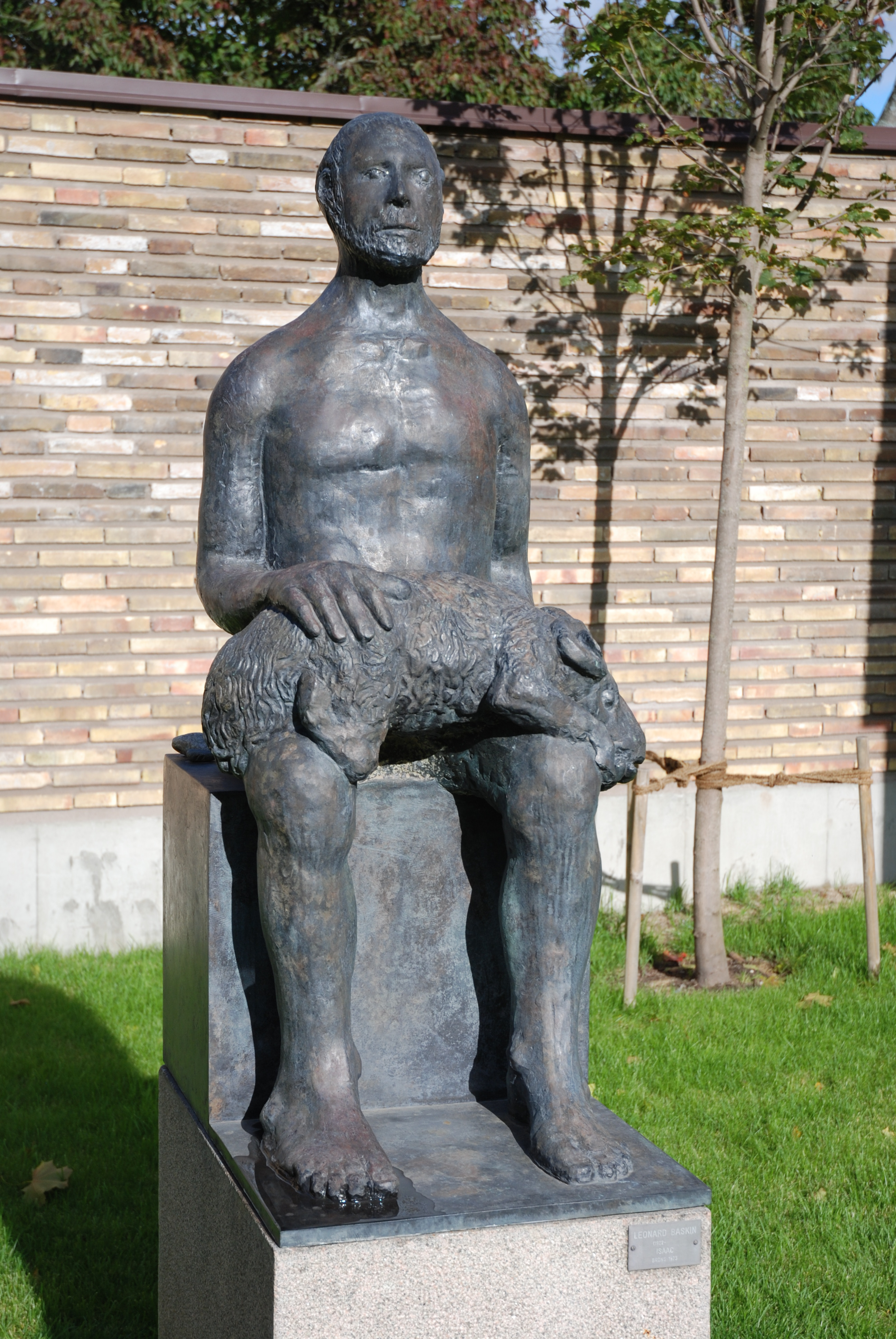
Isak, de Leonard Baskin

Leonard Baskin (Nuevo Brunswick, 15 de agosto de 1922 - Northampton, 3 de junio de 2000) fue un grafista y escultor estadounidense.
Después de estudiar en varias partes de su país y Europa, en 1939 tuvo su primera exposición individual en la ciudad de Nueva York y después se dedicó a dar clases durante muchos años en el Colegio Smith. Es recordado por sus sombrías representaciones de la figura humana, siendo sus esculturas de bronce, caliza y madera, generalmente sobre temas relacionados con la muerte, la vulnerabilidad y el decaimiento espiritual.
En sus grabados de madera desarrolló un estilo peculiar, habiendo sido particularmente famoso por sus monumentos, como el Holocaust Memorial de 1994, que se encuentra en Ann Arbor.